# 올레크 가즈마노프
올레크 미하일로비치 가즈마노프(러시아어: Олег Михайлович Газманов; 1951년 7월 22일 출생)는 애국적이고 민족주의적인 노래뿐만 아니라 보다 전통적인 팝 테마를 다루는 노래를 전문으로 하는 러시아의 가수, 작곡가, 시인이다. 가즈마노프는 팝 그룹 "에스카드론"(Squadron)의 리드 보컬이다. 그의 노래는 미하일 슈푸틴스키와 같은 다른 사람들에 의해 러시아 샹송 스타일로 불리기도 했다. 그는 또한 체조 분야에서 소련 스포츠 마스터 후보이며, 특히 1990년대 초 음악 경력 초기에 라이브 쇼에서 선보인 아크로바틱으로 잘 알려져 있다.
2022년 3월 18일, 가즈마노프는 블라디미르 푸틴의 모스크바 집회에서 노래를 불렀는데, 이 집회는 우크라이나로부터의 러시아의 크림반도 합병을 축하하고 러시아의 우크라이나 침공을 정당화하기 위한 것이었다. 2022년 4월과 5월, 가즈마노프는 침공을 지지하기 위해 조직된 일련의 콘서트에 참여했다.

## Сделан в СССР
2005년에 처음 발매된 소련 향수 어린 노래 Сделан в СССР(Sdelan v SSSR) (영어로는 Made in the U.S.S.R.)에서 가즈마노프는 소비에트 연방의 과거를 찬양하며, 제정 러시아와 소련의 다양한 인물들을 국가의 일부로 제시한다. 뉴욕 타임즈는 그가 레닌과 스탈린을 국가 영웅으로 제시했다고 주장하지만, 이는 그들을 "소련 국가"의 일부로만 나열한 가사에는 뒷받침되지 않는다. 반면에 가사는 "과두정치"와 "궁핍"과 같은 탈소련 시대의 어두운 면도 나열한다. 더 나아가, 이 노래는 탈소련 국가(예: 우크라이나, 벨라루스, 몰도바, 발트해 국가들) 모두가 같은 나라(소련)의 일부라고 선언한다. 또한 "비자 없이 (모든 것이) 금지된" "숨막히는 국경"에 대해 이야기하며, "심지어 유럽도 통일된" 공동체 의식("친구들")을 촉구한다.
2013년 12월, 가즈마노프는 러시아 헌법 20주년 기념행사에서 자신의 인기곡 "Made in USSR" (Сделан в СССР)을 공연한 것에 대해 리투아니아 당국으로부터 비난을 받았고, 12월 29일 빌뉴스 콘서트에서 공연 금지 위협을 받았다. 그의 노래 "Made in USSR" 공연은 관객들의 환호를 받았다.
2015년 8월, 우크라이나 보안국은 가즈마노프를 활동이 우크라이나 국가 안보에 위협이 되는 문화인 명단에 추가했다.
가즈마노프의 참여로 이 노래는 그 후 민족주의적 집회의 구호로 남용되었고 2022년 모스크바 집회에서 공연되었다. 가즈마노프는 나중에 "Вперёд Россия!" ("전진하라 러시아!")와 같은 다른 민족주의적 노래를 작곡했고, 이에 대해 노구 스벨로는 인기 있는 축구 곡에 맞춰 "Назад, Россия!" ("돌아가라 러시아!")라는 노래로 응수했다.

## 개인 생활
그는 아버지가 벨라루스인이고 어머니가 유대인이라고 말했지만, 자신은 러시아인이라고 느낀다. 그는 두 번 결혼하여 세 자녀를 두었는데, 아들 로디온, 의붓아들 필립, 딸 마리안나이다.

## 제재
2014년 7월, 가즈마노프는 라트비아 외무장관 에드가르스 린케비치에 의해 라트비아 입국이 금지되었는데, 이는 그가 "말과 행동으로 우크라이나의 주권과 영토 보전을 훼손하는 데 기여했기 때문"이라고 한다.
라트비아 외무장관의 결정에 대해 가즈마노프는 "유르말라 뉴 웨이브 페스티벌 개막 직전의 이러한 행동은 양국 간의 문화적, 경제적 관계 전체를 위태롭게 합니다."라고 말했다.
2015년 8월, 우크라이나 보안국은 가즈마노프를 활동이 우크라이나 국가 안보에 위협이 되는 예술가 명단에 올렸다.
2016년 8월, 리투아니아 정부 또한 빌뉴스 공항에서 그의 리투아니아 입국을 거부했다.
2023년 2월, 캐나다는 올레크 가즈마노프가 러시아의 우크라이나 침공과 관련된 러시아 선전 활동과 허위 정보 유포에 연루되었다는 이유로 제재를 가했다.

## 인기곡
- "Ofitsery"
- "Moskva"
- "Nikto krome nas"
- "Moi yasnye dni"
- "Eskadron"
- "Esaul"
- "A Ya Devushek Lyublyu"
- "Dozhdis'"
- "Dolya"
- "Na Zare"
- "Svezhyi Veter"
- "Edinstvennaya" (by 필리프 키르코로프)
- "Tuman"
- "Zagulyal"
- "Greshnyi put" (by 발레리 레온티예프)
- "Belyi sneg" (by 발레리 레온티예프)
- "Moryachka"
- "Baltiyskiy Bereg"
- "Zabiray" (duet with 소피야 로타루)
- "Proshay"
- "Vpered Rossiya"
- "Sdelan v SSSR"

## 수상
- 소련 스포츠 마스터 후보
- 러시아 공로 예술가 (1995)[16]
- 러시아 인민예술가상 (2002)
- 명예 훈장 (2006)[17]

| 수상                        | 수상                                                  | 수상                      |
| 월드 뮤직 어워드            | 월드 뮤직 어워드                                      | 월드 뮤직 어워드          |
| --------------------------- | ----------------------------------------------------- | ------------------------- |
| 이전 1991 발레리 레온티예프 | 가장 많이 팔린 러시아 아티스트 1992 올레크 가즈마노프 | 이후 1993 라이마 바이쿨레 |